# Šenika
Šenika (pirevina; lat. Glyceria), rod korisnih vodenih trajnica iz porodice trava smješten u tribus Meliceae. Rod (sa 41 vrstom) je prisutan na svim kontinetima, a nekoliko vrsta raste i u Hrvatskoj (vidi popis).

## Vrste
1. Glyceria acutiflora Torr.
2. Glyceria acutiuscula H.Scholz
3. Glyceria alnasteretum Kom.
4. Glyceria arkansana Fernald
5. Glyceria arundinacea Kunth
6. Glyceria australis C.E.Hubb.
7. Glyceria borealis (Nash) Batch.
8. Glyceria canadensis (Michx.) Trin.
9. Glyceria caspia Trin.
10. Glyceria chinensis Keng ex Z.L.Wu
11. Glyceria colombiana Gir.-Cañas
12. Glyceria declinata Bréb., priklonjena šenika (Hrvatska)
13. Glyceria drummondii (Steud.) C.E.Hubb.
14. Glyceria fluitans (L.) R.Br.; plivajuća šenika (Hrvatska)
15. Glyceria grandis S.Watson
16. Glyceria holubii Tzvelev
17. Glyceria insularis C.E.Hubb.
18. Glyceria latispicea (F.Muell.) F.Muell. ex Benth.
19. Glyceria lazistanica Holub ex Tzvelev
20. Glyceria leptolepis Ohwi
21. Glyceria leptorhiza (Maxim.) Kom.
22. Glyceria leptostachya Buckley
23. Glyceria lithuanica (Gorski) Gorski
24. Glyceria maxima (Hartm.) Holmb., velika šenika (Hrvatska)
25. Glyceria melicaria (Michx.) F.T.Hubb.
26. Glyceria multiflora Steud.
27. Glyceria nemoralis (R.Uechtr.) R.Uechtr. & Koern.
28. Glyceria notata Chevall., naborana šenika (Hrvatska); sin. Glyceria plicata
29. Glyceria nubigena W.A.Anderson
30. Glyceria obtusa (Muhl.) Trin.
31. Glyceria potaninii Tzvelev
32. Glyceria probatovae Tzvelev
33. Glyceria pulchella (Nash) K.Schum.
34. Glyceria saltensis Sulekic & Rúgolo
35. Glyceria septentrionalis Hitchc.
36. Glyceria spicata Guss.
37. Glyceria spiculosa (F.Schmidt) Roshev. ex B.Fedtsch.
38. Glyceria striata (Lam.) Hitchc., prugasta šenika (Hrvatska)
39. Glyceria tonglensis C.B.Clarke
40. Glyceria triflora (Korsh.) Kom.
41. Glyceria voroschilovii Tzvelev
42. Glyceria ×amurensis Prob.
43. Glyceria ×gatineauensis Bowden
44. Glyceria ×laxa (Scribn.) Scribn. ex E.L.Rand & Redfield
45. Glyceria ×occidentalis (Piper) J.C.Nelson
46. Glyceria ×orientalis Kom.
47. Glyceria ×pedicellata F.Towns.
48. Glyceria ×tokitana Masamura